# Bill kapitány blues cirkusza
A Bill kapitány blues cirkusza Deák Bill Gyula bluesénekes harmadik nagylemeze.
Deák Bill Gyula 1986-ban rögzített, de csak 1990-ben, független kiadásban megjelent, hányatott sorsú harmadik szólólemeze ezidáig csak hanglemezen és magnókazettákon juthatott el a rajongókhoz, pedig a Bill kapitány blues című darab például szervesen beépült Deák Bill Gyula koncertműsorába is. A dalokat készítő Kormorán legénység a szöveges mondanivaló tekintetében előszeretettel nyúlt Bill élettörténetéhez és szűkebb pártjához, Kőbányához. A zene döntően blues, a balladisztikus lassútól a rock gyökereit tápláló tempós boogie-ig, de a Kormorán munkásságát fémjelző folk is megjelenik a Kocsma blues-ban vagy az Üvöltsön a szél című albumzáró dalban.
Az album új változatán a ma már klasszikusnak számító anyag digitálisan remasterizált változata mellett a Bill Kapitány blues 1995-ös koncertfelvétele kapott helyet. A borító részletes történeti áttekintést és eddig nem publikált fotókat tartalmaz. A Bill Kapitány Blues Cirkusza, mely másfél évtized elteltével is bátran vállalható, friss, élettel teli anyag, mely végre az őt megillető körülmények között láthatott napvilágot 2001-ben.

## Számlista
| #   | Cím                                                                                         | Hossz |
| --- | ------------------------------------------------------------------------------------------- | ----- |
| 1.  | Bill Kapitány blues                                                                         | 4:06  |
| 2.  | Romalány blues                                                                              | 4:11  |
| 3.  | Rekedten száll az ének                                                                      | 5:39  |
| 4.  | Kocsma blues                                                                                | 5:09  |
| 5.  | Halálos tánc                                                                                | 3:11  |
| 6.  | Fekete vonat blues                                                                          | 4:08  |
| 7.  | Bill Kapitány blues cirkusza                                                                | 5:21  |
| 8.  | Elképesztő blues                                                                            | 3:44  |
| 9.  | A gyermekeim                                                                                | 4:49  |
| 10. | Üvöltsön a szél                                                                             | 4:12  |
| 11. | Bill Kapitány Blues I. [Koncertfelvétel] (Ami a 2001-ben újra kiadott lemezen bonus track.) |       |

## Közreműködők
- Deák Bill Gyula – ének
- Jenei Szilveszter – gitár
- Koltay Gergely – fuvola
- Margit József – basszusgitár
- Németh Gábor – dob
- Deseő Csaba – hegedű[1]

## Külső hivatkozások
- Hivatalos oldal